# Chiasmocleis mantiqueira
Chiasmocleis mantiqueira es una especie de anfibio anuro de la familia Microhylidae.

## Distribución geográfica
Esta especie es endémica de la serra da Mantiqueira en el estado de Minas Gerais en Brasil. Se encuentra a una altitud de 1230 m.

## Descripción
Chiasmocleis mantiqueira mide de 15 a 18 mm para los machos y de 20 a 23 mm para las hembras. Su parte posterior es de color marrón rojizo oscuro con manchas blancas distribuidas irregularmente y tiene una línea longitudinal blanca. Su vientre es blanco con manchas marrones irregulares.

## Etimología
El nombre de su especie le fue dado en referencia al lugar de su descubrimiento, la Sierra de la Mantiqueira.

## Publicación original
- Cruz, Feio & Cassini, 2007 : Nova Espécie de Chiasmocleis Méhelÿ, 1904 (Amphibia, Anura, Microhylidae) da Serra da Mantiqueira, Estado de Minas Gerais, Brasil. Arquivos do Museu Nacional, Río de Janeiro, vol. 65, n.º 1, p. 33-38[6]